# 亚美尼亚种族灭绝
亚美尼亚种族灭绝指鄂圖曼土耳其政府於1915年至1917年间，对居住在其辖区内的亚美尼亚人的一次系统性的种族灭绝行为。此次行动由奥斯曼帝国联合进步委员会牵头發起，通过驱逐（死亡行军），胁迫亚美尼亚女性和孩童改变其宗教来践行其计划，残害百万人之巨。
一战前，亚美尼亚人主要聚居在安纳托利亚（即小亚细亚）东部，附属于奥斯曼帝国，并受其庇护，植根于当地居民之中。1894-1896年的哈米德大屠杀，1909年的阿达纳屠杀，都是帝国政府对亚美尼亚人所犯下的罪行。19世纪末20世纪初，奥斯曼帝国经历了一系列军事挫败，丧失大量领土，其中尤以发生在1912-1913年的巴尔干战争为最。（国力衰弱）引发了联合进步委员会对居住在帝国东部省份，将其视为土耳其心脏的亚美尼亚人想寻求独立的担忧。1914年，随着俄国与波斯领土被吞并，特别组织大肆屠杀当地亚美尼亚居民。帝国政府对此解释为是亚美尼亚人的叛乱——尽管这是莫须有的罪名。大规模驱逐的主要目的是断绝亚美尼亚人独立/自治的念想。
1915年4月24日，奥斯曼政府在伊斯坦布尔逮捕共计两百多名亚美尼亚知识分子和社区领袖（参见亚美尼亚知识分子大驱逐）。1915年和1916年，依宰相塔拉特帕夏之命，在向叙利亚沙漠的迁徙中，大约有80万到120万亚美尼亚妇孺、老弱病残被拖垮。此次迁徙由军队押送，被驱逐者缺少食物和水，多遭受抢劫，强奸以及屠杀。到达目的地后，幸存者被驱赶至集中营。1916年，针对幸存者的屠杀命令又被下达，到1916年底，被驱逐者剩余约20万人。约有10万到20万亚美尼亚女人及孩童被强制皈依伊斯兰教，融入了穆斯林家庭。一战后，土耳其独立战争期间，幸存的亚美尼亚人在土耳其国民运动中遭受了大屠杀和种族清洗（约6万到25万）。
大屠杀导致安纳托利亚东部两千多年的亚美尼亚文明遭到严重破坏。同时期惨无人道的屠杀还有希腊种族（包括其基督徒）灭绝、亚述人种族大屠杀（与亚美尼亚种族大屠杀一道，皆为青年土耳其党人所为），这也促成了土耳其民族国家的建立。当代土耳其政府坚持认为，驱逐亚美尼亚人是合法的国家行为，不能被称作种族灭绝。截至2021年，绝大多数历史学家以及31个国家承认此次事件为种族灭绝。

## 事前態勢

### 亚美尼亚人在奧斯曼統治下的生活

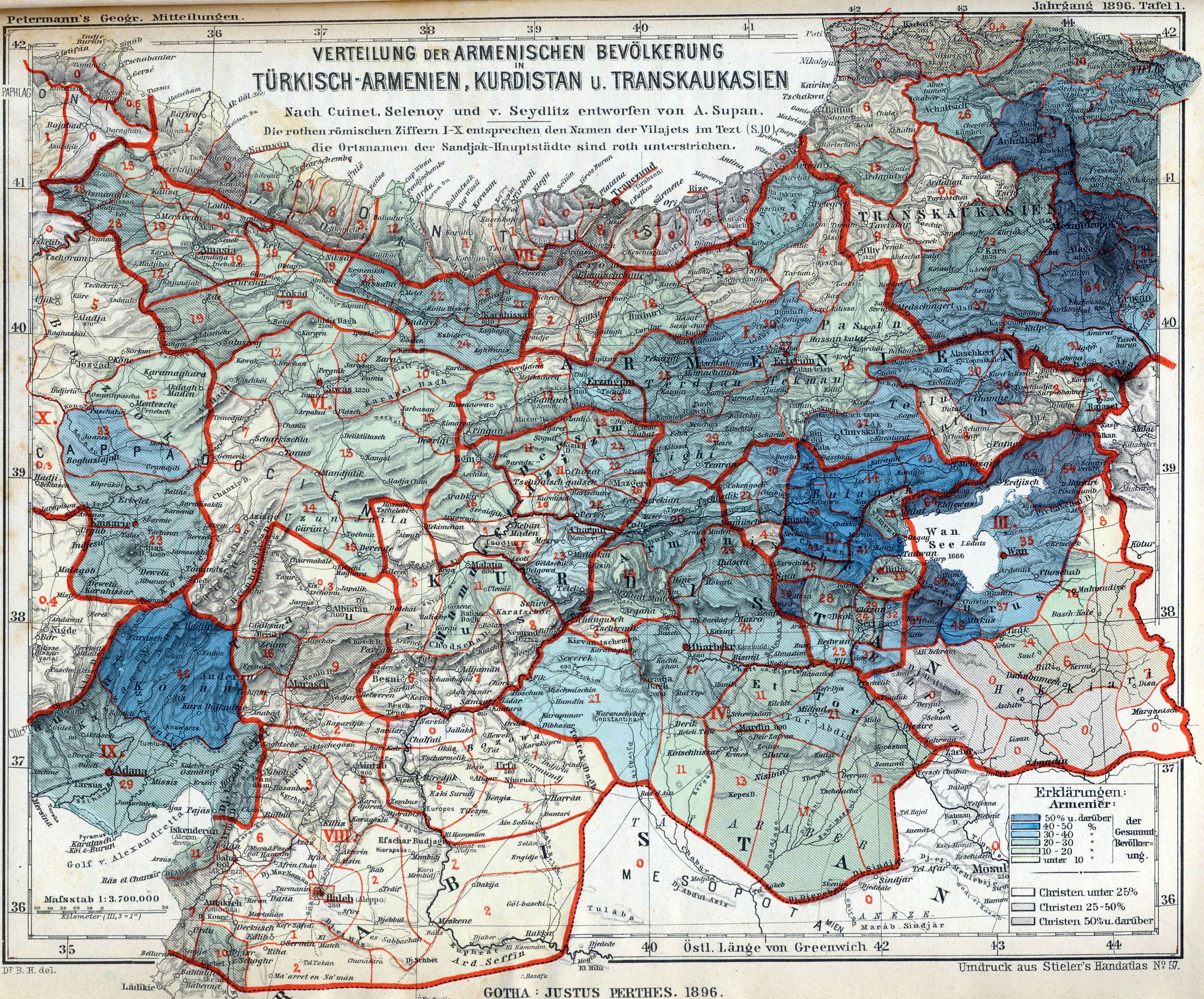
大屠殺前安那托利亞中東部及南高加索的亞美尼亞人聚居地區

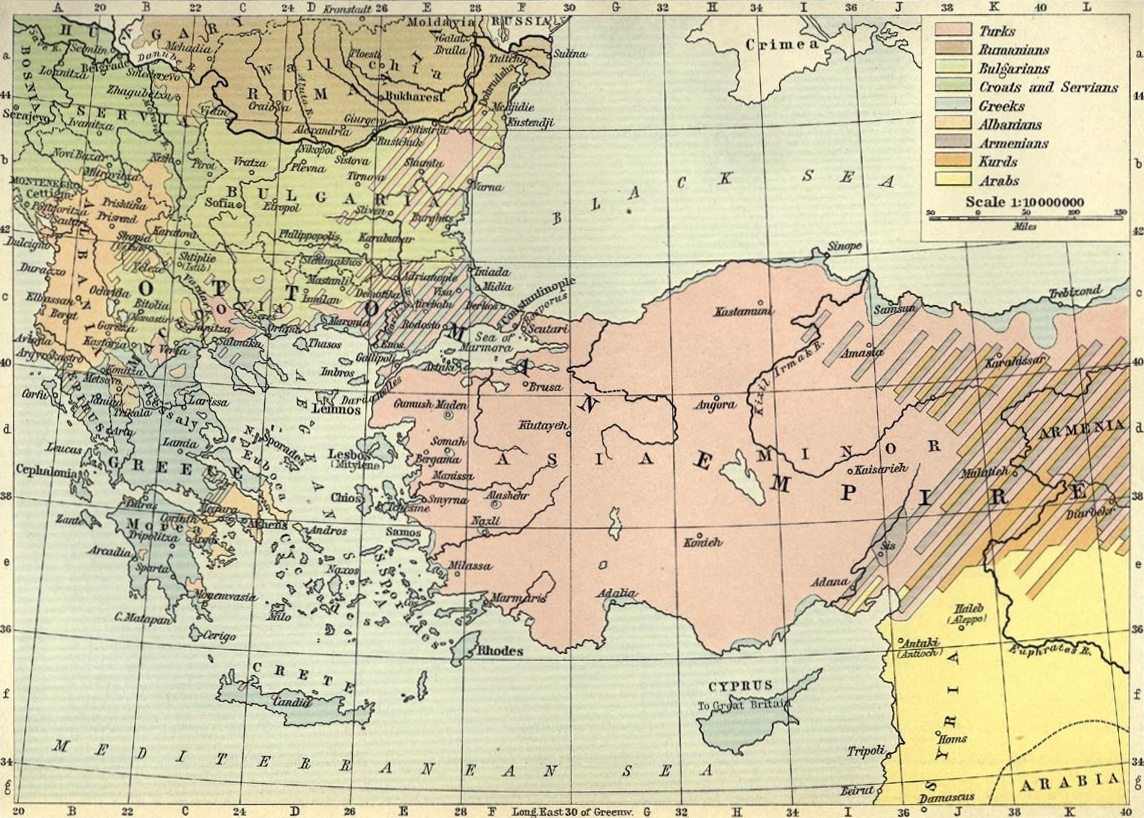
亞美尼亞人口主要集中在帝國東部

在奧斯曼帝國內，根據伊斯兰教的齐米制度，作為基督徒的亞美尼亞人可享受有限度的自由，例如信奉原有宗教的權利，但是待遇有如二等公民。基督徒及犹太人不被視為與穆斯林平等，前兩者指控穆斯林的供詞不會被法庭接納。基督徒及猶太人被禁止攜帶武器或騎馬，他們的房屋与宗教建筑也不能高過穆斯林的，不准穿綠色衣服，宗教活動也要順從穆斯林的規定，此外還有其它法律上的限制。違反這些法令的人可被處罰，輕則罰款，重者可被處死。
歐洲三大強國英國、法國及俄國（下稱「列強」）對奧斯曼帝國處理國內的基督徒少數族裔有異議，向奧斯曼政府施壓日增，要求它的所有公民都享有同等權利，但奧斯曼政府未做出多少有效行動。到了1870年代末，希臘及幾個巴爾幹國家已經不能忍受，在1877年俄羅斯帝國出兵干涉後，經1878年柏林會議先後擺脫了奧斯曼的統治，即塞爾維亞、黑山、保加利亞和羅馬尼亞。亞美尼亞人在這段時間沒有積極爭取獨立，使他們得到了「忠心米利特」的稱呼。

### 奧斯曼政府1860-1880年的改革
從1860年代中期至1870年代初，亞美尼亞人開始要求奧斯曼政府改善他們的待遇。亞美尼亞人群體議會（Armenian Communal Council）從安那托利亞東部的農民收集簽名後，向奧斯曼政府請願，要求糾正被那些農民抱怨的事：库尔德人及切尔克斯人在亞美尼亞人市鎮搶掠和殺人；不依法收稅；政府官員的犯罪行為；拒絕在審訊時接納基督徒作為證人。奧斯曼政府聽取了這些訴求，承諾會懲罰那些要對事件負責的人。
1875年，波斯尼亚和黑塞哥维那、保加利亚及塞尔维亚的基督徒起事被鎮壓後，列強援引1856年的《巴黎條約》，宣稱該條約容許它們介入以保護奧斯曼帝國的基督徒少數族裔。面對日增的壓力，政府宣佈實行君主立宪制及與列強談判。與此同時，亞美尼亞人的君士坦丁堡牧首拿施斯二世（Nerses II）向列強提出亞美尼亞人的控訴，指他們遭受廣泛的「強奪土地……強迫婦女及兒童改變宗教信仰、縱火、強索保护费、强奸及謀殺」。
在1877年至1878年的俄土戰爭以俄羅斯兵臨鄂圖曼首都結束後，亞美尼亞人開始更傾向以俄國作為他們安全的保證人。拿施斯於俄國領導人與奧斯曼人在聖斯特凡諾談判期間，接觸了俄國人，說服他們在《聖斯特凡諾條約》加入第16條，規定佔據亞美尼亞省份的俄軍只會在奧斯曼完全落實改革後才會撤走。英國不想俄國佔據大量奧斯曼領土，迫使俄國進行新談判，於1878年6月13日召開柏林會議。亞美尼亞人參與了談判，表明他們爭取的是自治，不是脫離奧斯曼帝國獨立。他們取得部分成功，《柏林條約》第61條包括了上次第16條的同樣文句，但是刪去俄軍可留在那些省份的内容，取而代之是奧斯曼政府須定期把改革的進度知會列強。

### 1894年至1896年的哈米德大屠殺

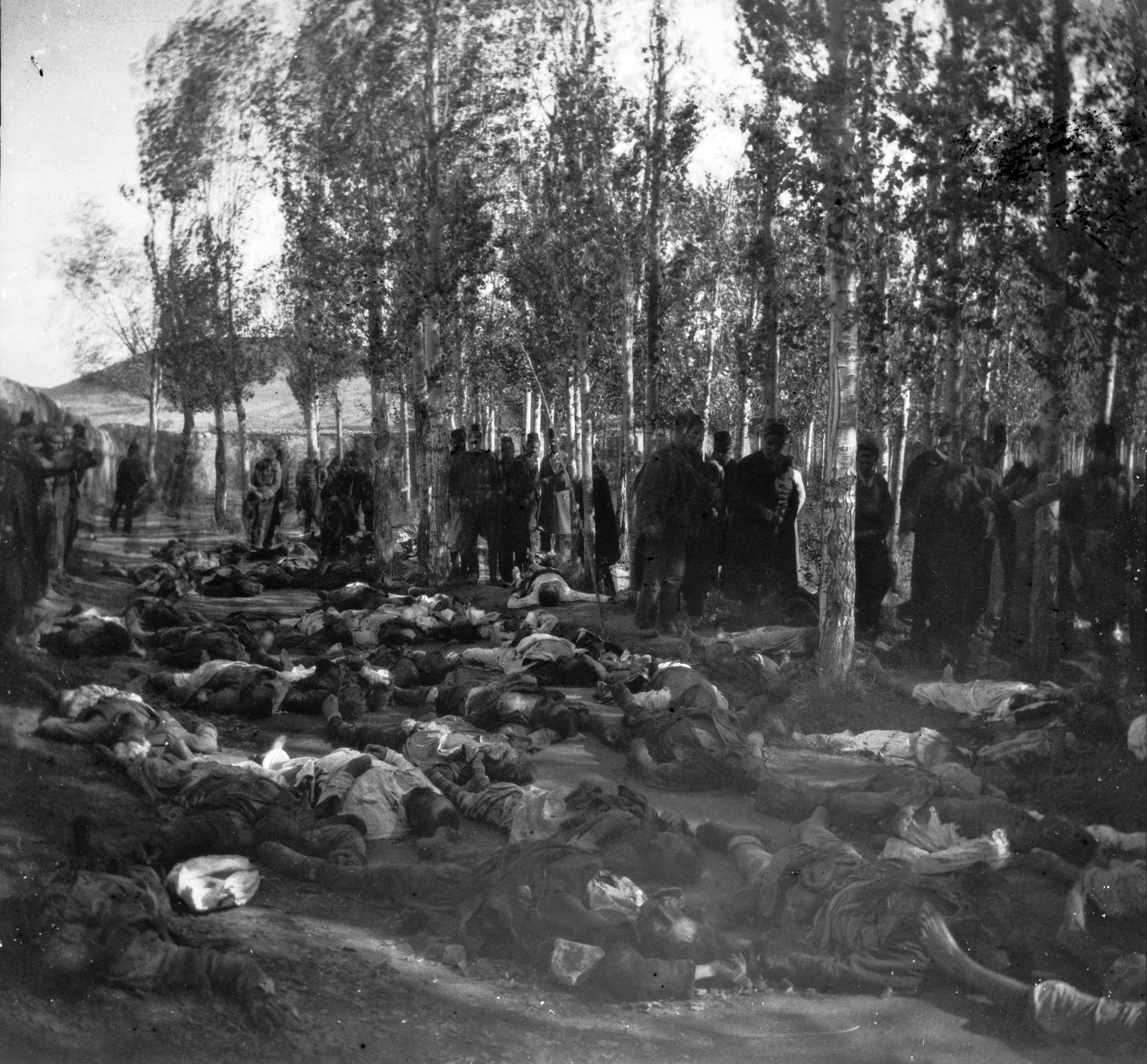
1895年在埃尔祖鲁姆被屠殺的亞美尼亞人

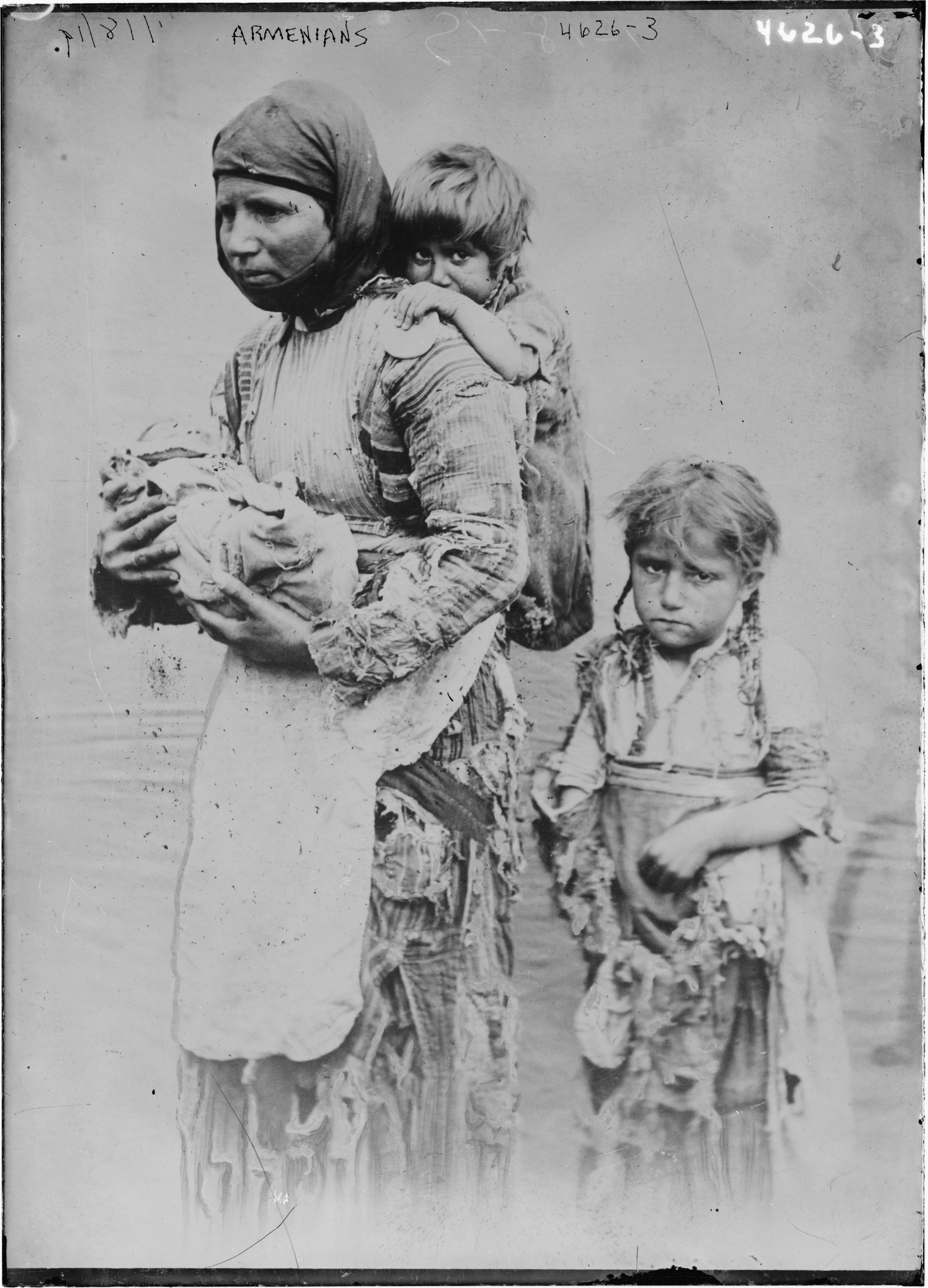
在丈夫被殺後，一個亞美尼亞女人在1899年帶孩子離開家園尋求援助

1876年，新蘇丹阿卜杜勒-哈米德二世登位。從《柏林條約》簽訂後的改革期開始，哈米德二世試圖擱置上述改革，聲稱亞美尼亞人在那些省份未佔大多數，又稱亞美尼亞人報告受苛待的事大多是誇大或不實。1890年，哈米德二世創建了一支準軍事隊伍「哈米迪耶」（Hamidiye），由庫爾德族非正規人員組成，任務是「隨他們想怎樣地去處理亞美尼亞人」。:40由於奧斯曼官員蓄意在亞美尼亞人聚居市鎮引發叛亂（通常因為稅收過重），例如1894年的「沙遜抵抗」（Sasun Resistance），這些部隊越來越多被用以壓制及屠殺亞美尼亞人。亞美尼亞人成功擊退這些部隊，於1895年请求列強關注這些越軌行為，而列強隨即譴責奧斯曼政府。
列強迫使哈米德二世於1895年10月簽署新的一連串改革，以抑制「哈米迪耶」的權力，但與《柏林條約》規定的改革一樣，從未得到落實。1895年10月1日，2000亞美尼亞人在君士坦丁堡集會請願，要求落實改革，遭奧斯曼警察武力驅散。:57–8未幾，君士坦丁堡發生亞美尼亞人被屠殺事件，隨後席捲其他亞美尼亞人的聚居地如比特利斯、迪亚巴克尔、埃尔祖鲁姆、哈爾普特、錫瓦斯、特拉布宗及凡城。对遇害的亞美尼亞人數目有不同估計，但是歐洲人在稱為哈米德大屠殺的文件中把數字定於10至30萬人之間。
雖然哈米德二世没有直接下令進行上述屠殺，但被懷疑予以默許且沒有进行制止。因歐洲人漠視屠殺而感到愤怒的亞美尼亞革命聯盟成員於1896年8月26日佔據歐洲人管理的奧斯曼銀行。該事件為亞美尼亞人在歐洲帶來更多的同情，被歐美新聞界讚揚，他們把哈米德二世描繪成「大殺手」及「血腥蘇丹」。:35,115雖然列強誓言會採取行動及強制實施新的改革，但却因為政治及經濟利益的緣故而沒有实施。

## 帝國解體

### 1908年的青年土耳其黨革命
1908年7月24日，哈米德二世被軍官發動政變推翻，恢復君主立憲制，再次使亞美尼亞人重燃在帝國內享有平等權利的希望。政變者來自青年土耳其党，欲改革帝國施政并推行現代化以追赶歐洲。該党由世俗主义的自由立憲主義者以及民族主義者组成。前者比較支持民主，願意接納亞美尼亞人加入其阵营；而後者則對亞美尼亞人经常向歐洲人求助不满。:140–1在1902年於巴黎舉行的一次青年土耳其党大會上，自由派领袖薩巴赫丁親王及艾哈邁德·里扎部份地說服民族主義者把「確保國內所有少數族裔享有某些權利」列入其政治目标。
在青年土耳其黨的眾多派系中，有一個叫「統一與進步委員會」的政治組織。該組織发端于一個薩洛尼卡的秘密軍官結社，其在軍队內的势力日漸壯大。

### 1909年的阿達納大屠殺

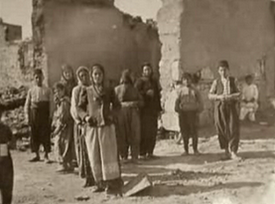
在1909年阿達納屠殺時遭受搶掠及破壞的一個亞美尼亞人城鎮

1909年4月13日發生反政變，一些奧斯曼軍官與伊斯蘭神學生聯手，意圖恢复蘇丹及伊斯蘭法的統治。新政府部隊与反動派部隊發生戰鬥，并最终平息叛亂，并将反動派領導人送交军事法庭。
該叛乱雖然主要針對新成立的青年土耳其黨政府，亞美尼亞人却被視為支持立宪而惨遭殺戮。在許多記載中，到达现场的新政府軍隊不但沒有試圖制止暴行，反而加入搶掠阿达纳省的亞美尼亞人飛地的行列。約15000至30000亞美尼亞人在「阿達納屠殺」中被杀害。

## 1915年至1917年的種族滅絕

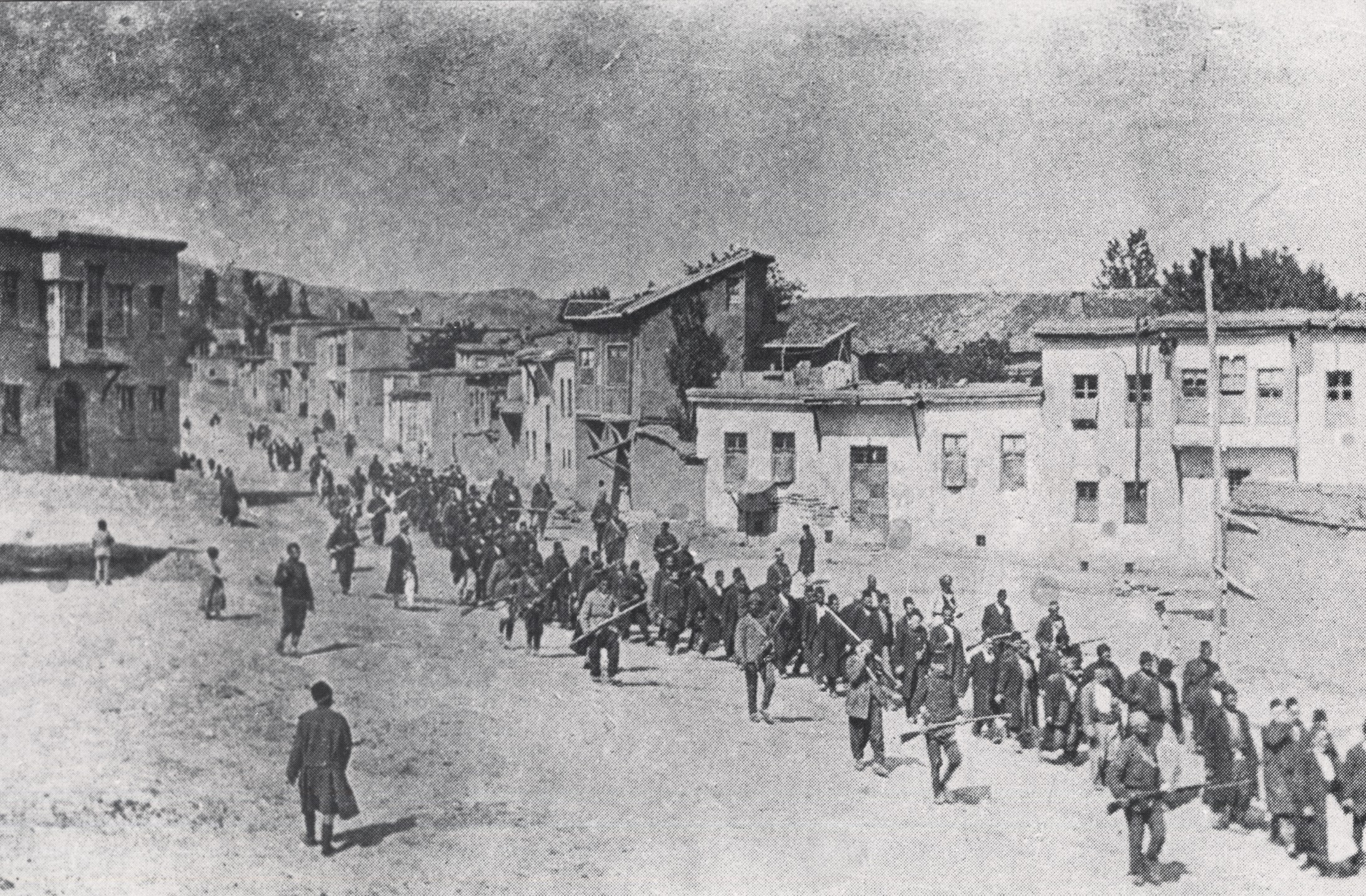
土耳其士兵押送亞美尼亞平民往監獄，1915年

1914年10月29日，奧斯曼帝國加入第一次世界大战的同盟國一方，並炮轟俄國在黑海的港口。戰爭部長恩维尔帕夏率部在入侵高加索的薩瑞卡密斯戰役中被俄軍击溃。逃回君士坦丁堡後，恩维尔帕夏公開指責薩瑞卡密斯的亞美尼亞人给于俄國人帮助，从而导致其战败。:200

### 勞動營
1915年2月25日，戰爭部長恩维尔下令解除军队內所有亞美尼亞人的武装，并将其编入勞動營。恩維爾将其解釋為「以防与俄國人串通」。傳統上，奧斯曼陸軍只徵召20至45歲的男性非穆斯林入伍，年幼（15至20歲）及年老（45至60歲）的非穆斯林士兵则編入勞動營作為後勤支援。2月以前就已经有入伍的亞美尼亞人被变成了勞工，最終也難逃一死。
把部隊中的亞美尼亞士兵改编到無武裝的後勤部門是隨後的種族滅絕的重要一步。根據《The Memoirs of Naim Bey》所述，消滅勞動營中的亞美尼亞人是以「統一與進步委員會」名義進行的計劃的一部分，勞動營中的許多亞美尼亞士兵最终被當地的土耳其人團夥殺害。:178

### 1915年4月的凡城事件

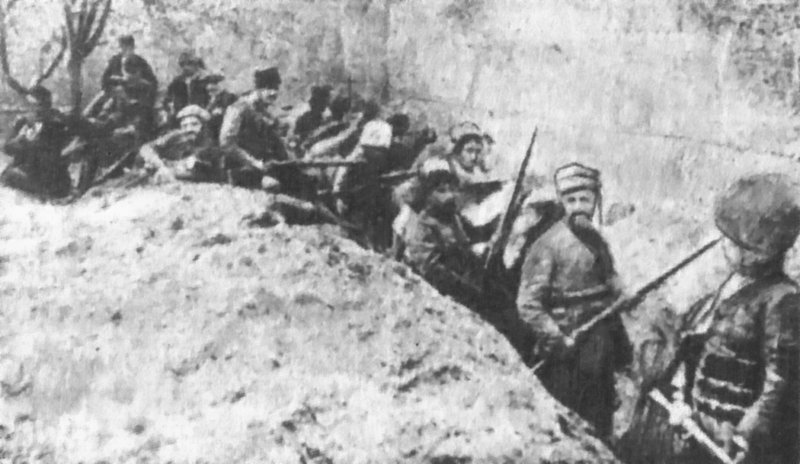
1915年5月，亞美尼亞武裝平民及士兵在凡城抵抗土耳其部隊的进攻

1915年4月19日，凡城省長傑夫戴特·貝伊（Jevdet Bey）以徵兵為理由，要求凡城立即向他提供4000人。亞美尼亞人認為有诈，沒有依從。傑夫戴特在此之前已在附近村莊以搜查武器為由展開屠殺。亞美尼亞人提議先交500人再加豁免金以豁免其他人以換取時間。于是傑夫戴特指控亞美尼亞人「叛亂」，并称将不惜任何代價予以「粉碎」。他宣稱：「如果叛亂分子敢開一槍，我就殺掉每個基督徒男人、女人以及（指向自己膝蓋）這麼高的小孩。」

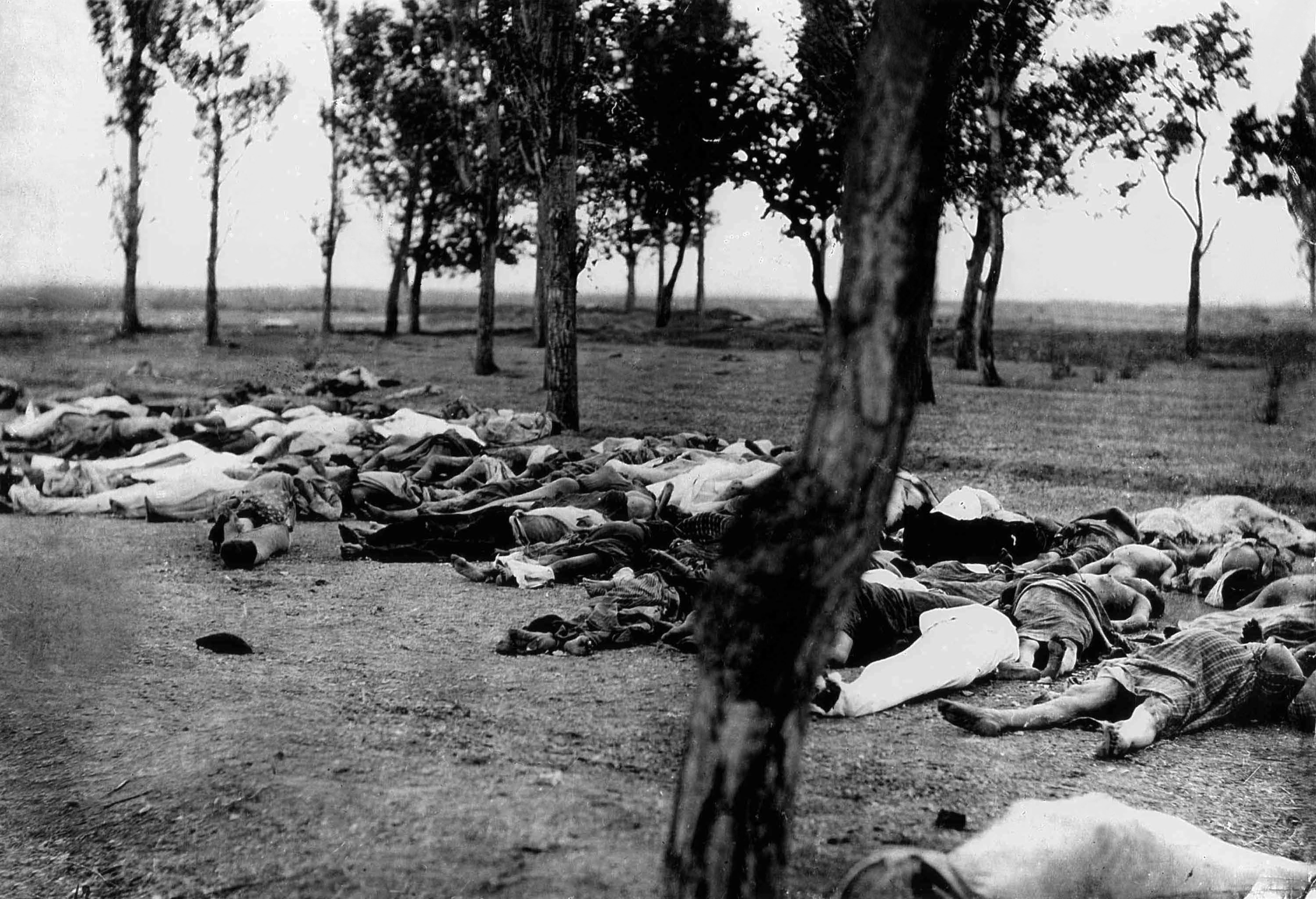
1915年期间亚美尼亚人被驱逐过程中遇难者的照片，摘自美国驻奥斯曼帝国大使亨利·摩根索在1918年出版的回忆录《摩根索大使的故事》。

1915年4月20日，一個亞美尼亞女人遭到調戲，兩個出手相救的亞美尼亞男人被土軍殺死，凡城的武裝衝突開始。亞美尼亞防守者有1500名槍手，配備300支步槍、1000支手槍及其它陳舊武器，保護了亞美尼亞居民3萬人及難民1萬5千人。随后尼古拉·尤登尼奇的俄軍前來救援，衝突才結束。

### 拘捕亞美尼亞顯要人物
1914年的奧斯曼當局已經開始在政治宣传上把帝國內的亞美尼亞人形容為帝國安全的威脅。戰爭部一個海軍軍官這樣形容該宣传：
爲了使這個巨大的罪行正當化，君士坦丁堡精心準備了一份宣傳材料。上面宣稱“亞美尼亞人與敵人結盟，他們將在伊斯坦布爾暴動，殺死統一與進步委員會領導人，並開放達達尼爾海峽。”
1915年4月24日晚，奧斯曼政府一夜之間逮捕了二百多位君士坦丁堡的亞美尼亞知識分子及社區領袖，:211–2很多人後來被殺害。

### 特西爾法
1915年5月，內政部長穆罕默德·塔拉特帕夏（穆罕默德·塔拉特）要求內閣及大維奇爾薩伊德·哈里姆帕夏立法准許将亞美尼亞人重新安置到其它地方，理由是「國內有些地方出現了亞美尼亞人的暴亂及屠殺」。塔拉特特別提到凡城事件，并將措施擴展至可能影響高加索戰區安全的「暴亂及屠殺」地區。後來遷徙範圍又擴大至其它省份。1915年5月27日，奧斯曼議會通過《特西爾法》（Tehcir Law，或稱《臨時驅逐法》），容許政府及军队驅逐任何認為威脅國家安全的人，但是設有保障被驅逐者財產權的條款。当年9月又出台《關於被驅逐者遺留的財產、債務及資產法》（又稱《徵用及充公臨時法》），根據該法，亞美尼亞人所有「遺留」的物品及財產均歸政府所有。奧斯曼議會代表艾哈邁德·里扎反對該法，他說：
把亞美尼亞人的資產定為「遺棄物品」是非法的，因為亞美尼亞人物主不是自願放棄他們的財產；他們是被迫、被強制離開自己的居所或被流放的。現在政府卻企图去變賣他們的财产……如果我們是一個依據憲法運作的立憲政體，我們就不可以這樣做……不論是奧斯曼人的良知還是法律都不允許這些事發生。
1915年9月13日，奧斯曼議會通過该法，亞美尼亞人的所有財產可被政府充公。

### 驅逐及滅絕過程

各個屠殺地點、驅逐及滅絕中心

《特西爾法》實施後，亞美尼亞人惨遭殺戮及財產被充公的事在許多西方國家激起不滿。雖然奧斯曼帝國的戰爭盟友们沒有多少反对声音，但德國及奧地利的许多歷史文件中仍記載了目擊者目睹食不果腹的亞美尼亞人惨遭殺害的可怕經歷。美國《紐約時報》在1915年間有上百篇關於亞美尼亞人被集體杀害的文章，形容屠殺是「有系統」、「獲得許可」及「政府組織的」。老羅斯福後來說那是「最大的戰爭罪行」。
歷史學家Hans-Lukas Kieser指出，根據塔拉特帕夏的聲明，土耳其官員很清楚的意識到驅逐命令即是種族滅絕。
亞美尼亞人被押往敘利亞的代尔祖尔及周圍的荒漠。很多證據顯示奧斯曼政府在驅逐過程中沒有向亞美尼亞人提供任何補給設施或物資，即使抵達目的地之后也是如此。1915年8月，《紐約時報》引用一份出處不明的報告，称「流浪者横尸载道并布满幼發拉底河，那些逃过一劫的人最终也是注定死路一條，這是一個滅絕全部亞美尼亞人的計劃。」
負責押送亞美尼亞人的奧斯曼軍隊不僅縱容其他人搶劫、殺害及強姦那些亞美尼亞人，很多时候也参与其中。被奪去財物趕入荒漠的亞美尼亞人，死者數以十萬計。
很自然，饑餓和疾病而造成的死亡率非常高，而奧斯曼當局的野蠻對待進一步加剧了这种情况……除了少數例外，沒有提供任何形式的遮蔽，那些從寒冷地方被赶來的亞美尼亞人被遗弃在荒漠的灼熱太陽之下，無水無糧。只有少數有能力付錢給官員的人才可得到暫時救助。
強姦也是種族滅絕的一部分。土耳其军队指揮官告訴部下「可以（對那些女人）為所欲為」，於是性侵變得相當普遍。有些地方，如摩蘇爾（據當地德國領事報告），有些被驅逐的妇女被當成性奴販賣，成為押送的士兵的重要收入來源。
据信曾有25個大集中营存在，聽令於塔拉特的一位左右手Şükrü Kaya。这些營多數位于現代土耳其、伊拉克及敘利亞三国的接壤附近，有些是臨時中轉營。其它的，諸如Radjo、Katma及阿扎茲，據稱只是臨時作為亂葬崗之用，這些地方在1915年秋之后被空置。有些作者也認為在Lale、Tefridje、Dipsi、Del-El以及艾因角的營是特地為那些只能再多活几天的人而建。
幾乎所有集中营，包括那些大集中营，都是露天的。在較小的營發生的集體屠杀不僅有直接殺害，也有集體燒死。Eitan Belkind是一位滲透入奧斯曼軍隊擔任軍官的Nili成員，被派往Camal Pasha的總部，宣稱曾目睹5000名亞美尼亞人被活活燒死。奧斯曼軍隊的Hasan Maruf中尉描述有一條村的居民被集中到一起，然後被燒死。奧斯曼第三軍團司令韋希布于1919年3月29日在特拉布宗連串審訊時，其主要起訴書內包含的12頁書面供詞（日期為1918年12月5日），称穆什附近也發生過一宗全村人被集體燒死的情况。

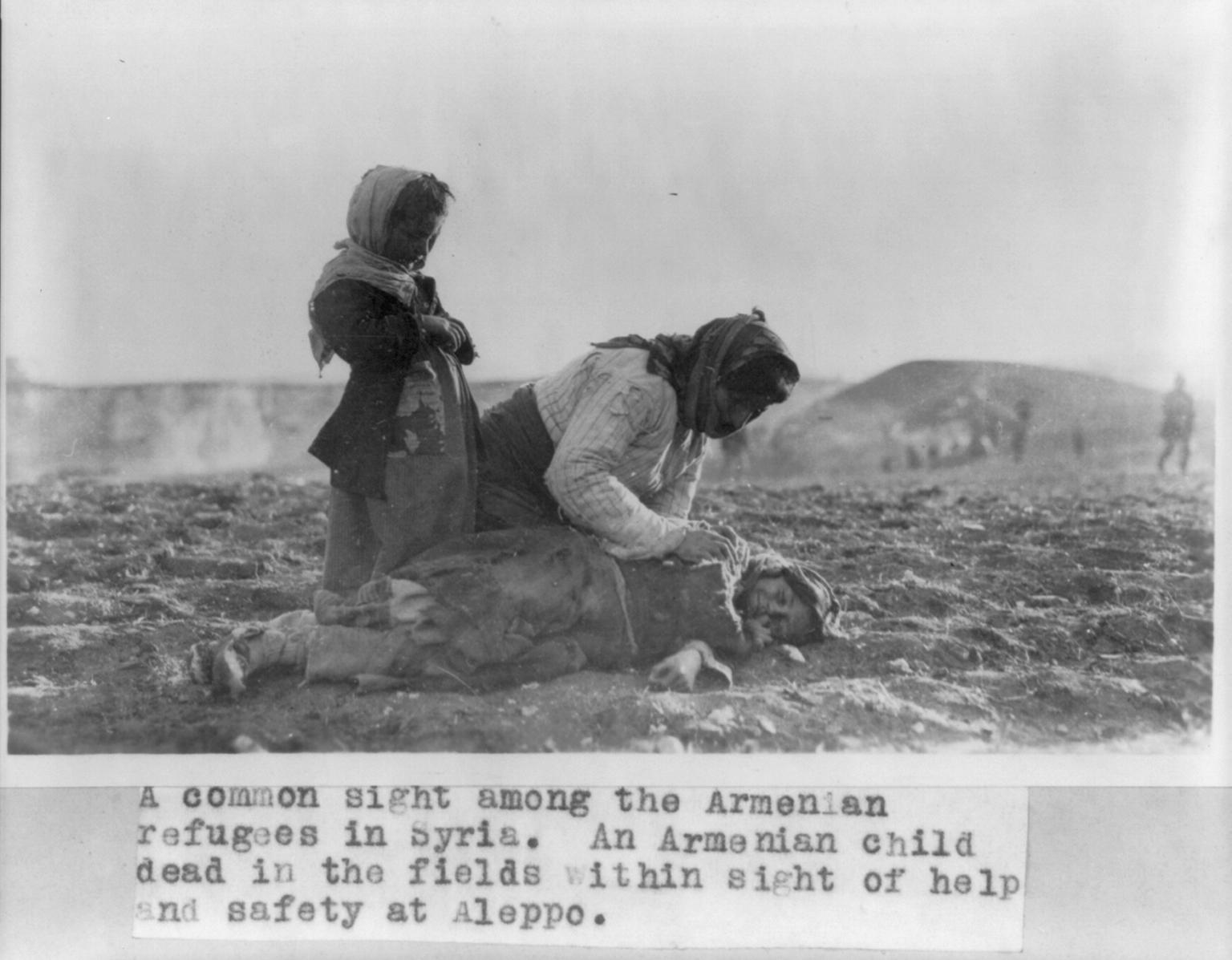
在阿勒頗附近，一名亞美尼亞婦女跪在死去孩子的尸体旁

### 助纣为虐的特別組織

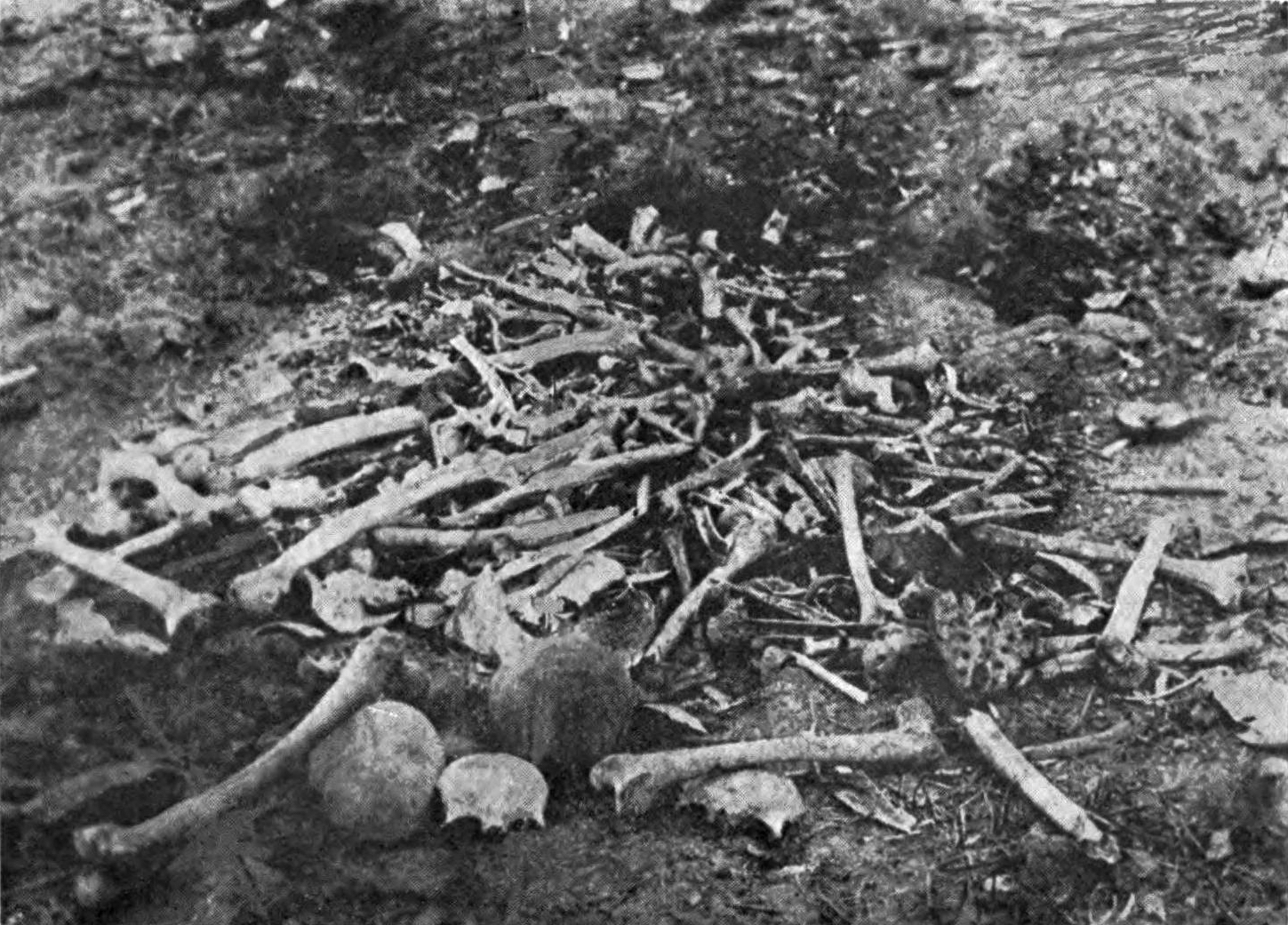
在埃爾津詹被屠殺的亞美尼亞人的骸骨

「團結與進步委員會」建立了一個称为「特別組織」的特別部隊，也參與到了摧毀亞美尼亞人的行列中。從1914年底到1915年初，奧斯曼政府從監獄釋放了數以千計的囚犯加入該組織，這些人後來負責押送被驱离家園的亞美尼亞人群。奧斯曼第三軍團司令韋希布·帕夏曾稱「特別組織」的成員都是些「人屠」。

## 當時的報告及反應
當時來自中立的美國、奧斯曼帝國的盟友德意志帝國和奥匈帝国的數百名目擊者記錄了众多政府支持的屠殺事件。許多外國官員以及教宗本篤十五世提議对亞美尼亞人提供帮助，但是都被宣稱忙于報復親俄叛亂的奧斯曼政府拒绝。:1771915年5月24日，三國協約警告奧斯曼帝國「鑒於土耳其這些違反人道反文明的新罪行，協約國宣佈奧斯曼政府的全體人員及听命与其并参与屠殺的人要對其罪行负責」。
美國在參戰前在奧斯曼帝國境內有多处領事館。在亞美尼亞人聚居地區也有不少由美國的基督新教傳教士建立的傳道院。許多美國人公開批評大屠殺，其中包括斯蒂芬·塞缪尔·怀斯、威廉·詹宁斯·布莱恩及美国總統老羅斯福。
亞美尼亞人的遭遇經常被当时世界各地的報紙及刊物報道。:282–5

## 事後處理

### 土耳其的軍事法庭
1919年，蘇丹穆罕默德六世下令其軍事法庭就捲入第一次世界大戰的責任對「統一與進步委員會」成員展開審訊。軍事法庭认为「統一與進步委員會」進行了一場不符合米利特的戰爭，并以亞美尼亞人相关事件进行指控。這些審訊记录後來大多被移交到國際法庭。1919年1月，审讯报告上呈给穆罕默德六世，報告列出了超過130名嫌犯，多为高官。軍事法庭認定「統一與進步委員會」蓄意通過「特別組織」在肉體上消滅亞美尼亞人。
1919年，君士坦丁堡軍事法庭下令解散「統一與進步委員會」，判处缺席的「三大帕夏」死刑，将获罪人员資產充公。
「三大帕夏」均在一戰結束后逃到國外，塔拉特和傑馬爾後來被亞美尼亞復仇者刺殺，恩维尔则在帕米尔高原参加巴斯玛奇运动时被苏联红军击毙，而当时击毙恩维尔的苏联红军将领雅科夫·梅爾庫莫夫恰巧也是一位亞美尼亞人。

### 國際審訊
《穆德洛斯停戰協定》签署以後，在巴黎的初步和平會議於1919年1月成立「責任制裁委員會」，由美國國務卿罗伯特·蓝辛任主席。該委員會对《色佛尔条约》增加了數項條款，奥斯曼帝国代理政府、蘇丹穆罕默德六世及大維奇爾Damat Adil Ferit Pasha被召出席審訊。
《色佛爾條約》规定于1920年8月进行審訊以決定誰為「野蠻、非法的戰爭方式……（包括）違反戰爭法與慣例及人道原則的行为」負責。同时第230條規定奧斯曼帝國須向盟國移交那些盟國認為应对屠殺負責的人。
多名奧斯曼的政客、將領及知識分子被移送到了马耳他并扣留了約3年。與此同時，相关檔案調查工作在君士坦丁堡、倫敦、巴黎及華盛頓進行。但《色佛爾條約》規定的審訊最終沒有實現，被扣留者被遣返土耳其，以換取土耳其凱末爾新政府釋放被扣留的英國公民。

### 塔拉特·帕夏遇刺

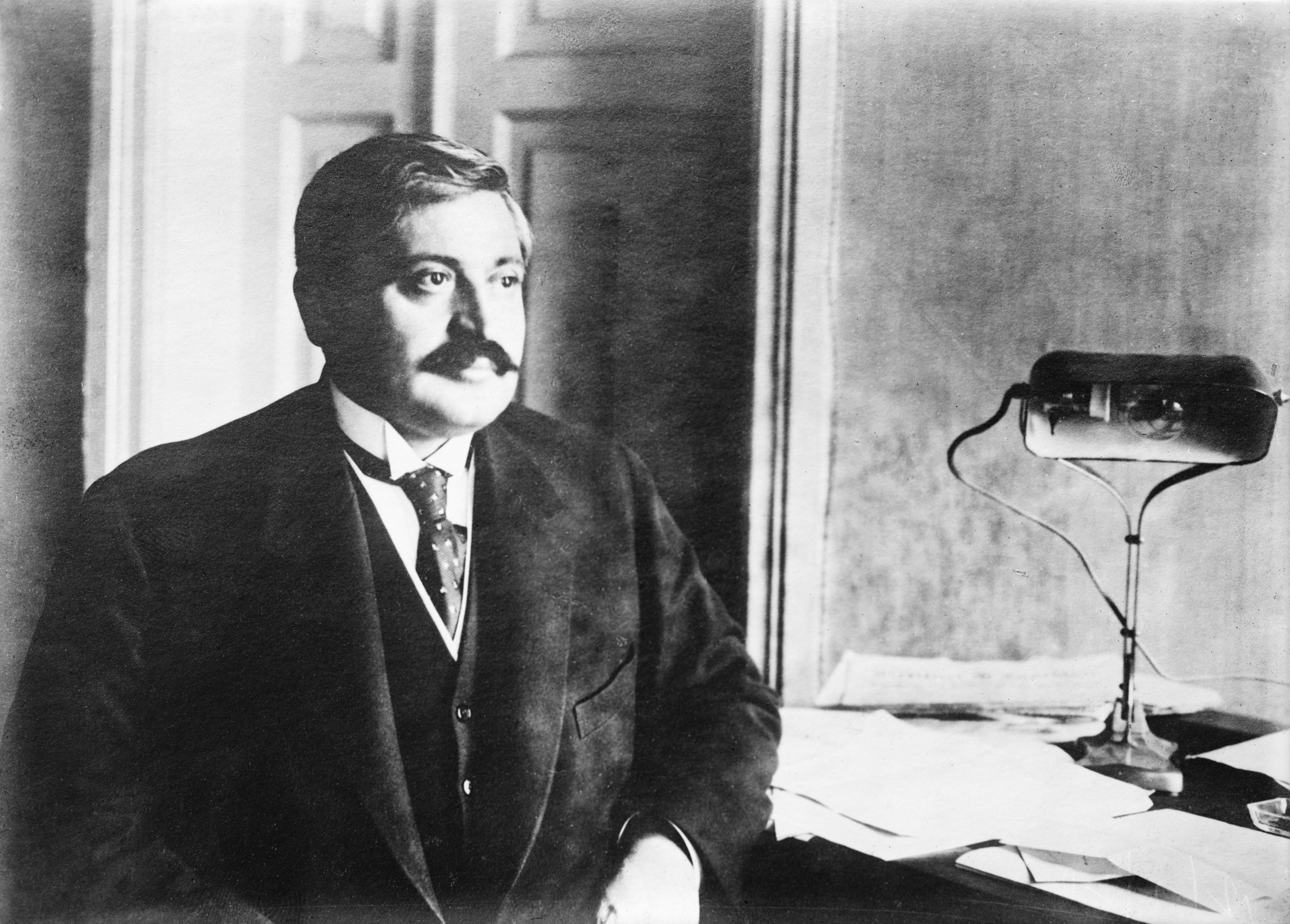
遇刺身亡的塔拉特帕夏

1921年3月15日，前大維奇爾穆罕默德·塔拉特帕夏在光天化日下在德國柏林被亞美尼亞人所羅門·特利里揚刺殺，後者在德國法庭以謀殺罪受審。特利里揚承認殺人，律師以被告精神狀況受亞美尼亞種族大屠殺影響为由辯護，最後陪審團以其有「暫時性精神錯亂」而判罪名不成立。

## 亞美尼亞人死亡數字
对在大屠殺中喪生的亞美尼亞人數众说不一，西方學者普遍認為有超過50萬亞美尼亞人在1914年至1918年間死亡。不同观点认为有30萬（現代土耳其认可的数字）至150萬人（現代亞美尼亞、阿根廷及其它國家的觀點）不等。《大英百科全书》參考了阿諾爾德·約瑟·湯因比的研究结果，即1915年至1916年「約60萬亞美尼亞人在被驅逐過程中死亡或被屠殺」。

## 相关观点
以色列耶路撒冷希伯來大學學者耶胡達·鮑爾（Yehuda Bauer）認為亞美尼亞種族大屠殺「最能夠與猶太人大屠殺相提並論」。不過他同时指出兩者有不同之处，尤其是屠杀動機。
鮑爾认为亞美尼亞種族大屠殺應是从1896年開始，歷經1908/09年和第一次世界大戰直至1923年，而非開始于1915年。
Bat Ye'or認為「对亞美尼亞人的種族滅絕是一場聖戰」。她指聖戰及所謂的「齊米心態」（dhimmitude）部分构成了導致亞美尼亞種族大屠殺的「原則和價值觀」。对此，曾目睹亞美尼亞人被迫害的Fà'iz el-Ghusein持不同观点，后者認為亞美尼亞人的苦難是統一與進步委員會所為，起自民族主義狂熱及对亞美尼亞人的嫉妒，而與伊斯蘭教信仰無關。
根据阿諾爾德·湯因比以及其它一些資料，許多亞美尼亞人通過與土耳其人通婚或皈依伊斯蘭教而得以幸免。但Ghusein指出許多皈依者仍被殺害，理由是擔心西方人會認為对「亞美尼亞人的灭绝」成为「伊斯蘭教歷史上抹不掉的污點」。对于有伊斯蘭教領袖呼籲放過那些皈依的亞美尼亞人的说法，Ghusein引述一位政府官員在殺死皈依者前的话予以回应：「政治的事沒有宗教」。

## 土耳其的立場
土耳其共和國的正式立場是亞美尼亞人在被「遷移」或「驅逐」過程中的死亡不應被視為「種族滅絕」，理由是殺人事件不是政府蓄意策劃的；亞美尼亞人作為一個文化群體，可能會因为同情俄國而構成威脅，因而殺死他們是合理的；亞美尼亞人只是没有足够的食物；或有「亞美尼亞匪幫」作惡等。也有人用語義「不適用於那個時代」為由去否定這次屠殺是「種族滅絕」（英文的genocide一词直到1943年才出现）。
土耳其经常用其一戰的傷亡數字來淡化亞美尼亞人的死亡數字。
土耳其政府又稱有歷史可查的「土耳其人的寬容」因而亞美尼亞種族大屠殺不可能發生。有份軍方文件用11世紀的歷史来反駁這次種族大屠殺：「塞爾柱土耳其人在1071年使亞美尼亞人脫離了拜占庭帝國的迫害，给予了他們過正常的生活。」
2005年，土耳其總理雷杰普·塔伊普·埃尔多安曾邀請土耳其、亞美尼亞以及國際歷史學者成立一個委員會，以利用兩國及其它國家的檔案去重新評估「1915年的事件」。但遭到亞美尼亞總統罗伯特·科恰良的拒絕。
此外，時任土耳其外長阿卜杜拉·居尔曾邀請美國及其它國家委派學者参加該個委員會，以「調查這次慘劇以打開讓土耳其人與亞美尼亞人走到一起的通道」。
土耳其政府仍抗議其它國家将這次屠殺正式认定为種族滅絕，并称根本不存在種族滅絕。

### 爭議
土耳其刑法典第301條禁止「侮辱土耳其」，有检察官据此法律要求國內知識分子不得再提起奧斯曼帝國末年亞美尼亞人遭受的暴行。相关被告人通常會遭受隨之而來的仇恨宣傳及人身安全威脅，例如2007年被謀殺的亞美尼亞裔土耳其知識分子赫蘭特·丁克。

## 對亞美尼亞人種族滅絕的承認
歐洲委員會議會決議，1998年4月24日
"Today we commemorate the anniversary of what has been called the first genocide of the 20th century, and we salute the memory of the Armenian victims of this crime against humanity".
土耳其一直否認曾經發生亞美尼亞人種族滅絕的事件，海外亞美尼亞人有不少活躍分子努力爭取各國政府正式承認該次種族滅絕。包括俄羅斯及美國在內，全球超過20個國家的政府或國會已承認「亞美尼亞人種族滅絕」是真實的歷史事件。
2011年12月，法國國民議會通過將「否認亞美尼亞人種族滅絕」列為刑事罪行的法案，違反的人可被判監禁和罰款。2012年1月，法案在法國參議院亦獲得通過，不過法國憲法委員會在2月以法案會侵害言論自由而判定它違反憲法。
2016年6月2日，德國聯邦議院以壓倒性多數通過決議，認定土耳其奧斯曼帝國在1915年對亞美尼亞人進行種族滅絕屠殺。德國對於一戰期間坐視當時的盟友鄂圖曼帝國進行血腥屠殺表達遺憾。土耳其對此極為不滿，召回駐德國大使又揚言報復。德國總理默克爾告訴記者「爭議是民主的一部分」。德國和土耳其的關係可以承受「對一個特定問題有不同見解」。
2019年10月29日，美国众议院以405票对11票通过决议，认定亚美尼亚种族大屠杀为种族灭绝，谴责奥斯曼帝国的屠杀罪行。12月12日，美国参议院全票通过決議，认定大约150万亚美尼亚人被奥斯曼帝国屠杀。
2021年4月24日，美国总统拜登正式承认土耳其的前身奥斯曼帝国曾經对境內的亚美尼亚人實行种族灭绝，这是首位美国总统正式承認亞美尼亞種族滅絕，也代表美國聯邦政府及美國國會對土耳其發生的亞美尼亞大屠殺事件採取一致立場。